# カンガイト
カンガイト(Kangite)は、極めて希少なスカンジウム鉱物であり、不純物を含む天然の酸化スカンジウム(Sc2O3)である。化学式は、(Sc,Ti,Al,Zr,Mg,Ca,□)2O3である。立方晶系に結晶化する。化学的には、チスタライトのスカンジウムアナログである。カンガイトとチスタライトはどちらも、アエンデ隕石から発見された。